# Aspalathus dianthophora
Aspalathus dianthophora là một loài thực vật có hoa trong họ Đậu. Loài này được E.Phillips miêu tả khoa học đầu tiên.